# Amare amare
Amare amare è una canzone scritta da Andrea Mingardi e Maurizio Tirelli e cantata dallo stesso Mingardi nel 1994.
Con questa canzone il cantautore bolognese partecipa al 44º Festival di Sanremo e si classifica ottavo nella classifica finale con 21.863 voti. Dopo il festival verrà pubblicato contenente il brano, intitolato 6- al duemila.

## Tracce
1. Amare amare
2. Amare amare (Base strumentale)

## Formazione
- Andrea Mingardi – voce
- Maurizio Tirelli – pianoforte, sintetizzatore, cori
- Pier Foschi – batteria
- Michele Centonze – programmazione della batteria, basso, tastiere, chitarra
- Mario Biondi – cori